# BNP Paribas de Nouvelle-Calédonie

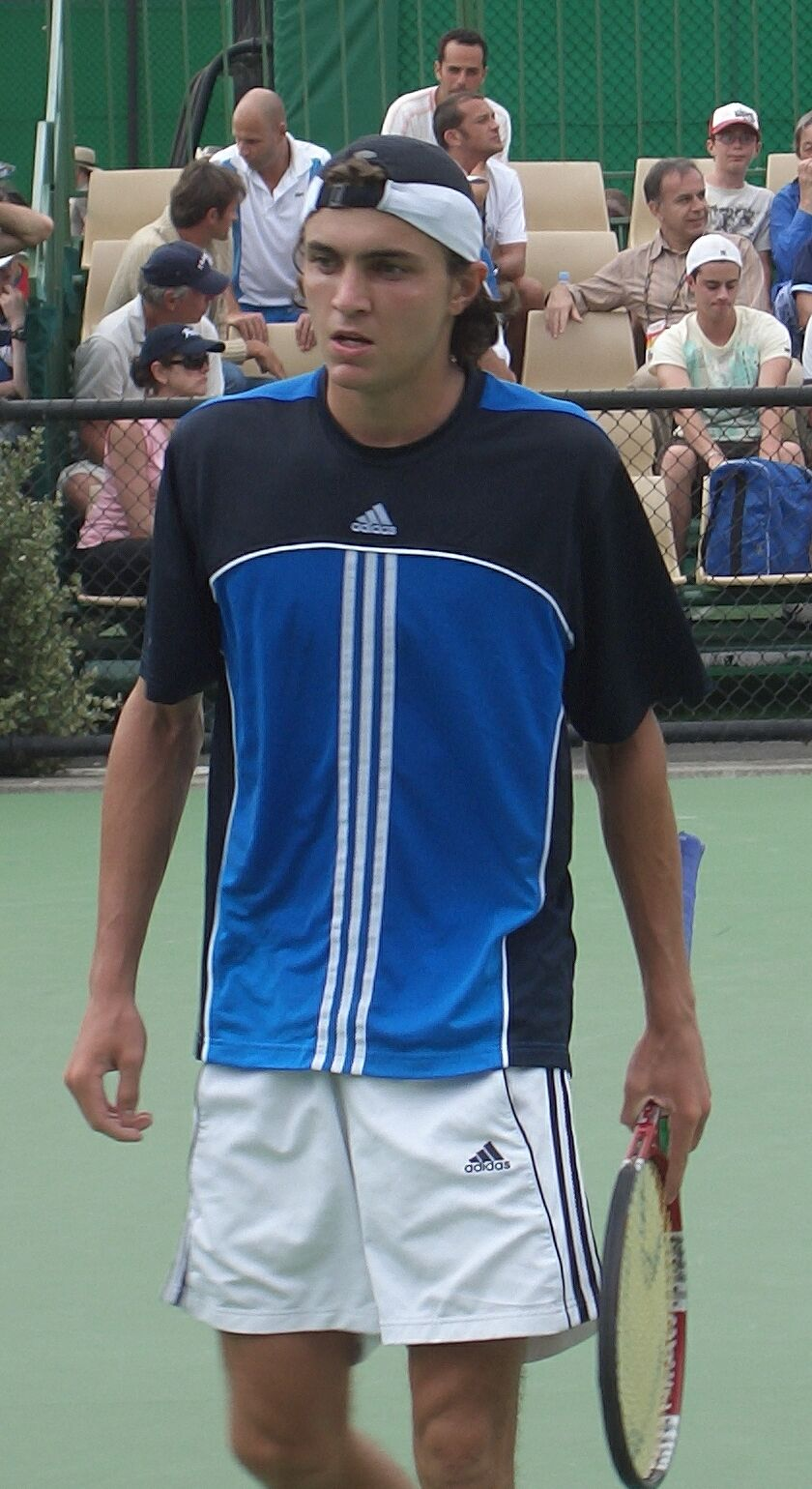
Gilles Simon đã 2 lần vô địch giải này vào các năm 2005 và 2006

BNP Paribas de Nouvelle-Calédonie (tên cũ là Internationaux de Nouvelle-Calédonie) là một giải đấu quần vợt chuyên nghiệp chơi trên mặt sân cứng và ngoài trời. Giải này thuộc hệ thống Hiệp hội quần vợt nhà nghề (ATP) Challenger Tour. Giải đấu được tổ chức ở Nouméa, Nouvelle-Calédonie từ năm 2004.

## Các nhà vô địch

### Đơn nam
| Năm  | Vô địch         | Á quân         | Kết quả          |
| ---- | --------------- | -------------- | ---------------- |
| 2011 | Vincent Millot  | Gilles Müller  | 7–6(6), 2–6, 6–4 |
| 2010 | Florian Mayer   | Flavio Cipolla | 6–3, 6–0         |
| 2009 | Brendan Evans   | Florian Mayer  | 4–6, 6–3, 6–4    |
| 2008 | Flavio Cipolla  | Stéphane Bohli | 6–4, 7–5         |
| 2007 | Michael Russell | David Guez     | 6–0, 6–1         |
| 2006 | Gilles Simon    | Rik de Voest   | 6–2, 5–7, 6–2    |
| 2005 | Gilles Simon    | Björn Phau     | 6–3, 6–0         |
| 2004 | Guillermo Cañas | Todd Reid      | 6–4, 6–3         |

### Đôi nam
| Năm  | Vô địch                                 | Á quân                                 | Kết quả                    |
| ---- | --------------------------------------- | -------------------------------------- | -------------------------- |
| 2011 | Dominik Meffert Frederik Nielsen        | Flavio Cipolla Simone Vagnozzi         | 7–6(4), 5–7, [10–5]        |
| 2010 | Édouard Roger-Vasselin Nicolas Devilder | Flavio Cipolla Simone Vagnozzi         | 5–7, 6–2, [10–6]           |
| 2009 | Play Cancelled Due To Rain              | Play Cancelled Due To Rain             | Play Cancelled Due To Rain |
| 2008 | Flavio Cipolla Simone Vagnozzi          | Jan Mertl Martin Slanar                | 6–4, 6–4                   |
| 2007 | Alex Kuznetsov Phillip Simmonds         | Thierry Ascione Édouard Roger-Vasselin | 7–6(5), 6–3                |
| 2006 | Alex Bogomolov Todd Widom               | Lars Burgsmüller Denis Gremelmayr      | 3–6, 6–2, 10–6             |
| 2005 | Stephen Huss Wesley Moodie              | Jérôme Golmard Harel Levy              | 6–3, 6–0                   |
| 2004 | Ashley Fisher Stephen Huss              | Luke Bourgeois Vince Mellino           | 3–6, 6–4, 6–4              |

## Liên kết khác
- French Tennis Federation International Tournaments official website Lưu trữ ngày 10 tháng 7 năm 2011 tại Wayback Machine
- ITF Search Lưu trữ ngày 12 tháng 2 năm 2010 tại Wayback Machine

Bản mẫu:New Caledonia tournaments